# Oggetti magici del Ciclo dell'Eredità
Nel Ciclo dell'Eredità, saga fantasy creata da Christopher Paolini, la magia è reale e, oltre a impiegare una lingua apposita per gli incantesimi, l'antica lingua, si incontrano molti oggetti magici di cui i vari personaggi si servono.

## Antica lingua
L'antica lingua è quella parlata dagli elfi nel mondo di Alagaësia. Per crearla, l'autore si è ispirato all'antica lingua norrena. Come Oromis spiega ad Eragon molti millenni addietro qualcosa o qualcuno per mezzo della magia generò un immane cataclisma che estinse quasi ogni forma di vita; allora tutti insieme i membri di un'antica razza, il "Popolo Grigio", per mezzo di un incantesimo sconosciuto, il più grande mai esistito, modificarono la natura stessa della magia imbrigliandola e legandola al proprio idioma. Di quelli del Popolo Grigio non si sa bene che cosa successe, anche se infine si estinsero, ma il loro idioma, cioè l'antica lingua, acquistò le sue principali peculiarità: quella di descrivere la vera natura delle cose e l'impossibilità di mentire parlandola. Era quindi ancora possibile ricorrere alla magia senza far uso dell'antica lingua (come Eragon scoprirà) ma solo usandola si ha la certezza che essa compia esattamente ciò che si vuole: se infatti si pronuncia la parola "fuoco" (brisingr) col preciso intento di eseguire un incantesimo, allora apparirà del fuoco, se invece la si pronuncia in un qualsiasi discorso viene invocato l'elemento allo stato più puro, e se nei dintorni vi fosse del fuoco, questo divamperebbe per pochi secondi. L'Antica Lingua è potente e va usata con attenzione, sia per eseguire incantesimi, sia per disquisire con terzi, perciò gli elfi esercitano cautela nell'insegnarla a sconosciuti o a persone poco fidate; inoltre, ha la capacità di legare la parola alla persona che la pronuncia, per questo è impossibile mentire nell'Antica Lingua o violare un giuramento o la parola data se pronunciati nell'antico idioma. Secondo quanto affermato dal personaggio di Brom nel romanzo Eragon, ogni essere vivente possiede, oltre al proprio nome, un vero nome espresso nell'Antica Lingua. Chi conosce il vero nome di una persona, ha il controllo totale su di essa: per estensione, anche l'Antica Lingua ha un vero nome, che tuttavia non viene mai rivelato nei romanzi Eragon, Eldest e Brisingr: chi conoscesse tale nome avrebbe il controllo su tutti coloro che parlano l'Antica Lingua. La prima persona a scoprire tale nome è Galbatorix, in Inheritance, il quale la insegna a Murtagh che, a sua volta, trasmette tale conoscenza ad Eragon ed agli Eldunarì che lo accompagnavano. Eragon poi la insegnerà anche ad Arya.

## Zar'roc
Zar'roc è la prima spada usata da Eragon, Morzan e Murtagh. Nell'Antica lingua il suo nome significa miseria. Essa è rossa con molte sfumature e possiede un rubino in cui incanalare l'energia.
In Eragon
Zar'roc in origine è appartenuta a Morzan, un Cavaliere dei Draghi Rinnegato passato dalla parte di Galbatorix. Ha fodero e lama rossi come il drago di Morzan. Il filo della lama è praticamente indistruttibile e quindi non necessita di alcuna manutenzione.
Nelle mani di Morzan, Zar'roc ha seminato la morte tra le file dei Cavalieri dei draghi, fino alla sua sconfitta per mano di Brom. La spada quindi viene presa prima da Brom, che poi la passerà ad Eragon.
Nonostante la sua natura malvagia, aiuterà molto Eragon in battaglia. Grazie ad essa, Eragon sconfigge definitivamente nel primo libro del Ciclo lo Spettro Durza trafiggendolo in pieno cuore.
In Eldest
Nel secondo romanzo, Eragon incontra il fabbro elfa Rhunön, colei che ha forgiato Zar'roc insieme a tutte le spade dei Cavalieri dei Draghi. È l'elfa Arya, durante il suo viaggio dal Farthen Dùr a Ellesmèra con Eragon, a rivelargli che il nome della spada significa miseria nell'antica lingua degli elfi.
Sempre in questo romanzo Oromis spiega ad Eragon che il rubino incastonato nell'elsa è capace di conservare energia necessaria per gli incantesimi (come qualsiasi pietra preziosa della saga).
Durante la battaglia delle Pianure Ardenti, alla fine di Eldest, Murtagh se ne impossessa, avendo sconfitto Eragon in duello e giustificando la sua azione in quanto primogenito, più grande (che è la traduzione di eldest, appunto). In quell'occasione, infatti, Murtagh rivela a Eragon di essere suo fratello e che entrambi sono figli di Selena, la sposa di Morzan.

## Brisingr
Brisingr è la spada di Eragon a partire dal terzo libro.
Viene forgiata dall'elfa Rhunon, nonostante il giuramento fatto anni prima secondo il quale non avrebbe più potuto costruire armi. Vista la situazione, decide di fare un'eccezione, ma non potendo costruirla di persona poiché la promessa glielo impedisce, essendo stata fatta nell'antica lingua, la crea controllando con la mente il corpo di Eragon.
Secondo la tradizione la lama e il fodero della spada sono blu come le squame di Saphira.
Nell'antica lingua Brisingr significa fuoco e quando Eragon pronuncia il suo nome la spada si infiamma. A detta della stessa Rhunon, è la migliore arma che abbia mai forgiato, più potente quindi di tutte le precedenti spade dei Cavalieri.

## Eldunarí
Col termine elfico Eldunarí si intende il cuore dei cuori di un drago, nel quale il drago può riversare la propria coscienza e in questo modo continuare a vivere anche dopo la morte della carne. Il processo è irreversibile.
L'Eldunarì ha l'aspetto di una gemma sferica dello stesso colore delle scaglie del drago a cui appartiene e più il drago è anziano quando espelle il cuore dei cuori più esso è grande. L'Eldunarì non può tuttavia crescere fuori dal corpo del drago (perciò anche la mente è limitata dalle dimensioni del cuore dei cuori).
Ogni drago dopo la morte può continuare a vivere grazie al potere del suo Eldunarí o può donarlo a qualcun altro in modo tale che il destinatario possa trarne beneficio, come nel caso di Glaedr, il drago di Oromis, che nel terzo libro dona il suo a Saphira ed Eragon per far sì che esso possa aiutarli anche dopo la possibile morte, che poi avviene per mano di Murtagh. Galbatorix ha moltissimi Eldunarya (plurale di Eldunarì), da cui deriva gran parte del suo potere. Molto probabilmente ne ha dati alcuni a Murtagh, per permettergli di sconfiggere Eragon nella Battaglia delle Pianure Ardenti.
Nel quarto libro si scopre gli Eldunarí che gli erano stati affidati appartenevano a dei draghi molto giovani e che nella vecchia capitale dei Cavalieri ne esistevano altri centinaia nascosti.

## Olio di Seithr
Olio estratto da una pianta autoctona di Vroengard, l'isola dei Cavalieri dei Draghi, esiste in due tipi:
- il tipo inoffensivo: si tratta di un normale olio vegetale, usato principalmente da facoltosi gioiellieri per rendere lustre le perle
- il tipo pericoloso: partendo dal tipo inoffensivo, con un incantesimo e un sacrificio di sangue, si rende l'olio capace di sciogliere e corrodere qualsiasi cosa di origine animale, lasciando intatto il resto. Nella saga viene usato dai Ra'zac per uccidere Garrow, Brom e probabilmente anche molte altre persone. Grazie ad una fialetta del suddetto, trovata da Eragon, lui e Brom riescono a mettersi sulle tracce dei Ra'zac.

Nell'antica lingua, seithr significa "strega".

## Fairth
Quadro realizzato con la magia sopra una lastra di ardesia trattata con pigmenti. Oromis ne mostra uno, raffigurante la notte ad Ilirea, antico nome di Urû'baen, ad Eragon durante il suo soggiorno ad Ellesméra, e gli insegna come farlo. Il primo soggetto da lui riprodotto è un ramo di pino, il secondo il volto di Arya.

## Dauthdaert
Sono delle lance progettate dagli elfi per resistere ai draghi, sebbene questi restino comunque molto superiori e la loro magia avrebbe potuto spazzare via le Dauthdaert. Potevano sorpassare la maggior parte degli incantesimi di difesa e non potevano essere distrutte se non in casi estremi, con incantesimi molto potenti, come quelli con la forza dei draghi o degli Eldunarí. L'unica Dauthdert comparsa nei libri di Paolini è Niernen (nell'antica lingua "Orchidea") e secondo Blöodhgram la famiglia Waldgrave l'aveva custodita a Belatona. Viene comunque spiegato che la lancia è l'arma più pericolosa di Alagaësia e avrebbe potuto sorpassare anche le difese di stregoni potenti. Re Grimmr, durante una consulta dei capi dei Varden, dice che Niernen è famosa ma non spiega il motivo.

## Tàmerlein
Tàmerlein era la spada di Arva, un Cavaliere che al tempo della caduta si scontrò con il Rinnegato Kialandì uscendone sconfitto. In punto di morte il Cavaliere affidò la lama a Naudra, sorella e compagna di Lord Fiolr del Casato di Valtharos. Con essa l'elfa tornò a Ellesmera dove morì per le ferite riportate lasciando la spada al compagno che gli è affezionato come l'aria. Così la spada diventò una delle due spade di Cavaliere custodite dagli elfi insieme ad Arvindr, custodita a Nadindel.
Lord Fiolr in Brisingr si dice pronto a prestarla ad Eragon in sostituzione di Zar'roc a patto della promessa che essa rimanga proprietà del suo Casato e che se uno dei suoi eredi la richiedesse Eragon l'avrebbe restituita. Viene descritta come una spada verde recante la scritta Io sono Tàmerlein, portatrice del sonno finale, e pensata per uno stile di combattimento improntato sulla forza. Eragon la trova inadatta per sé e la stessa Rhunon afferma che il giovane sarebbe stato un folle a pensare di brandirla. Verso la fine di Inheritance, Tàmerlein diventerà la spada di Arya, nel frattempo diventata cavaliere del drago verde Fìrnen, che la farà modificare da Rhunon secondo specifiche personali.

## Arvindr
Una delle spade dei Cavalieri salvate dagli elfi durante la Caduta. È custodita a Nadindel.

## Volund
Il martello di ferro impugnato da tutti i re dei nani. Fu forgiata da Korgan, il primo re dei nani, quando scoprì il Farthen Dur.

## Acciaioluce
Materiale resistentissimo e molto raro, proveniente da comete cadute sulla terra, con cui Rhunön ha forgiato tutte le spade dei Cavalieri, dalla prima all'ultima. Ne verrà trovato un grosso frammento da Eragon dietro suggerimento del gatto mannaro Solembum, a sua volta informato dagli Eldunarì della Rocca di Kuthian, sotto l'Albero di Menoa.

## Hùthvir
Bastone a doppia lama utilizzato dai monaci nani del clan Quan. Viene utilizzato anche da Angela, che lo ha vinto con una scommessa a un monaco.

## Trillamorte
Corta spada utilizzata da Angela in Inheritance, apparentemente fatta di diamante. A detta dell'indovina è la lama più affilata che sia mai stata creata, persino più di Brisingr. Viene descritta come la suprema espressione di uno strumento di incisione e l'archetipo di un piano inclinato. È in grado di tagliare qualsiasi materiale che non sia protetto dalla magia ma anche cose che lo sono. Una delle poche cose che non può tagliare è il proprio fodero.
Nell'antica lingua il suo nome è Albitr ma Angela l'ha chiamata Trillamorte per via del suono che fa quando ci si batte sopra.

## Cuaroc
È l'automa di metallo con l'aspetto di uomo armato di spada e scudo, coperto da un perizoma e con la testa di drago preposto alla sorveglianza e alla protezione degli Eldunarì nella Rocca di Kuthian. L'energia per muoversi la ricava da un Cuore dei Cuori impiantato nel suo petto.
È stata Silvarì l'Incantatrice a modellare il corpo di Cuaroc affinché stesse a guardia della Rocca. Nel petto ha uno sportellino apribile che da sull'Eldunarì che lo alimenta.

## Aren
È l'anello ornato con uno zaffiro recante lo yawe conferito dalla regina Islanzadi a Brom prima e ad Eragon dopo. Anelli come Aren venivano dati solo ai più cari Amici degli elfi, quelli maggiormente stimati, tanto che al tempo della narrazione non ne erano stati conferiti da secoli. Brom era l'ultimo Amico degli elfi e anche Arya si stupisce nello scoprire che la regina aveva conferito al vecchio Cavaliere un tale onore.
Durante tutta la sua permanenza a Carvahall, il cantastorie ha riversato ogni residuo di energia nell'anello di modo da avere una arma segreta in caso avesse dovuto affrontare un nemico fortissimo come uno Spettro.

## Domia abr Wyrda
È il più accurato libro di storia esistente. Narra la storia di Alagaesia fin dall'arrivo degli elfi a qualche decennio prima della narrazione.
E alla fine del quarto libro Jeod lo amplierà con la storia di Eragon, così che la sua storia non venga dimenticata.

## Thriknzdal
Spada a forma di falce utilizzata per breve tempo da Eragon dopo aver perso Zar'roc per mano di Murtagh sulle Pianure Ardenti. Eragon rinforzerà quest'arma con alcuni incantesimi prima di combattere nuovamente con il fratellastro. Si spezzerà durante lo scontro fra Eragon e alcuni sicari nei tunnel del Farthen Dur.

## Erisdar
Lampade elfiche di vetro, senza fiamma e a forma di goccia che prendono il nome dall'elfo che le ha inventate. La formula per crearle fu donata molto tempo prima dagli elfi ai nani che da allora le utilizzano con abilità. Sono piene di calore ed energia e se il vetro si spacca tutto fuoriesce con una violenta esplosione.

## Nalgask
Miscela di cera d'api e olio di noci utilizzata per idratare la pelle.

## Cintura di Beloth il Savio
Cintura con incastonati dodici delle gemme più perfette che i Cavalieri abbiano vinto in battaglia, estratto, ricevuto dai nani o trovato. Sono di tutti i colori: quattro bianche, quattro nere e le restanti rosse, blu, gialle e marroni. Fungono da ricettacolo e magazzino per l'energia da usare in futuro. La cintura viene persa da Eragon a Dras-Leona durante Inheritance.

## Fedi di Roran e Katrina
Sono le fedi incantate donate da Eragon ai due durante il loro matrimonio. Portano alcuni incantesimi sopra: il primo segnala al portatore dell'altra fede e ad Eragon se il padrone di una è in pericolo, girandole tre volte è possibile segnare al Cavaliere il bisogno del suo aiuto e infine chi porta una delle due fedi sa sempre la direzione dove si trova l'altro anello.

## Martello di Roran
Ispirandosi a Gerand, l'eroe della Canzone di Gemnd, Roran scelse un martello per combattere i soldati dell'Impero e i Ra'zac. È un comune martello di media grandezza con una lama arrotondata da un lato della testa preso dalla fucina di Horst. Con esso Roran affronta tutte le sue battaglie e si guadagna l'appellativo di Fortemartello.

## Ascùdgamln
Gli Ascùdgamln sono i pugni d'acciaio dei nani: dei chiodi lunghi all'incirca un quarto di pollice, "montati" sulle nocche delle mani dei nani. Sono pochi quelli che rischiano questa operazione. Dopo essere stati addormentati vengono trapanate le articolazioni e in ciascun foro viene inserito un dado metallico, sigillato nella carne con la magia. Quando il guerriero si è completamente ristabilito, nei dadi si possono avvitare chiodi di diversa misura.

## Naegling
La spada bronzea di Oromis. Nella gemma del suo pomolo l'antico Cavaliere ha riposto abbastanza energia da spostare una montagna. Viene probabilmente e sfortunatamente persa da Oromis dopo la sua morte e quella di Glaedr.

## Faelnirv
Liquore rinvigorente ricavato dagli elfi grazie a bacche di sambuco e raggi di luna filati. Se necessario un uomo forte può sopravvivere bevendo solo questo tre giorni. Oromis ne dona una fiaschetta d'argento a Eragon in Eldest.

## Lorga
Lorga è il nome del bracciale a forma di serpente di Trianna, maga del Du Vrangr Gata. Con un comando nell'Antica Lingua può prendere vita.

## Nettare di Tunivor
Il Nettare di Tùnivor è l'unico antidoto per lo Skilna Bragh, il veleno usato da Durza nella prigione a Gil'ead su Arya. È estratto dal fungo detto Fricai Andlàt, la Morte Amica in elfico.

## Skilna Bragh
Lo Skilna Bragh è un raro veleno ed è con esso che Arya fu avvelenata da Durza. Soltanto un antidoto, il Nettare di Tùnivor, può evitare la morte.